# Пребл (округ, Огайо)
Шаблон:StateAbbr_ 39°44′ пн. ш. 84°39′ зх. д. / 39.74° пн. ш. 84.65° зх. д.
Округ  Пребл (англ. Preble County) — округ (графство) у штаті  Огайо, США. Ідентифікатор округу 39135.

## Історія
Округ утворений 1808 року.

## Демографія
За даними перепису 
2000 року 
загальне населення округу становило 42337 осіб, зокрема міського населення було 7873, а сільського — 34464.
Серед мешканців округу чоловіків було 21090, а жінок — 21247. В окрузі було 16001 домогосподарство, 12138 родин, які мешкали в 17186 будинках.
Середній розмір родини становив 3,02.
Віковий розподіл населення поданий у таблиці:
| Стать    | До 15 років | 15-21 | 22-29 | 30-39 | 40-49 | 50-65 | 65-85 | Понад 85 |
| -------- | ----------- | ----- | ----- | ----- | ----- | ----- | ----- | -------- |
| Чоловіки | 4665        | 2138  | 1896  | 3041  | 3367  | 3585  | 2226  | 172      |
| Жінки    | 4274        | 1911  | 1824  | 3160  | 3334  | 3569  | 2806  | 369      |

## Суміжні округи
- Дарк — північ
- Монтгомері — схід
- Батлер — південь
- Юніон, Індіана — південний захід
- Вейн, Індіана — північний захід

## Виноски
1. ↑  U.S. Decennial Census. United States Census Bureau. Архів оригіналу за 26 квітня 2015. Процитовано 10 лютого 2015.
2. ↑  Historical Census Browser. University of Virginia Library. Архів оригіналу за 11 серпня 2012. Процитовано 10 лютого 2015.
3. ↑  Forstall, Richard L., ред. (27 березня 1995). Population of Counties by Decennial Census: 1900 to 1990. United States Census Bureau. Архів оригіналу за 14 лютого 2015. Процитовано 10 лютого 2015.
4. ↑  Census 2000 PHC-T-4. Ranking Tables for Counties: 1990 and 2000 (PDF). United States Census Bureau. 2 квітня 2001. Архів оригіналу (PDF) за 18 грудня 2014. Процитовано 10 лютого 2015.
5. ↑  State & County QuickFacts. United States Census Bureau. Архів оригіналу за 5 вересня 2015. Процитовано 10 лютого 2015.(англ.) Наведено за англійською вікіпедією.
6. ↑  American FactFinder. Бюро перепису населення США. Архів оригіналу за 26 лютого 2012. Процитовано 31 січня 2008.

| США | Це незавершена стаття з географії США. Ви можете допомогти проєкту, виправивши або дописавши її. |